# Thornhill (Derbyshire)
Pour les articles homonymes, voir Thornhill.
Thornhill est une paroisse civile et un village du Derbyshire, en Angleterre.